# Puerto Carreño
Puerto Carreño es un municipio colombiano, ciudad fronteriza y capital del departamento del Vichada. Es reconocido como un destino para el turismo sostenible, un punto de encuentro ecológico para organizaciones no gubernamentales, un centro cultural indígena y el principal puerto fluvial del país sobre el río Orinoco. La ciudad es igualmente conocida por su cultura llanera (música, vestimenta, modismos, y baile), similar a la del nororiente de Colombia y el interior de Venezuela.
Su población es de 20 936 habitantes (2018), su área es de 12 409 km² y se encuentra en la frontera con Venezuela, colindando al norte del río Meta con Puerto Páez. Su economía depende en gran medida de su capacidad para abastecer las necesidades de los pueblos remotos y del otro lado del río Orinoco en Venezuela.
Fundada oficialmente en 1922 por el nombre de su primer comisario, sobre la confluencia de los ríos Orinoco y Meta, las actividades comerciales y de transporte de mercancías del departamento se llevan a través de su puerto fluvial. Se puede llegar al municipio por vía aérea (desde Bogotá o Villavicencio), también fluvial (desde Puerto López o Puerto Gaitán, por el río Meta) o terrestre (desde Bogotá) por la Ruta Nacional 40, que es una ruta colombiana de tipo transversal (paisajística) que inicia en la ciudad de Buenaventura sobre el Océano Pacífico.

## Toponimia
Antes conocido como El Picacho del Orinoco, el general Buenaventura Bustos le dio al pueblo que formó el nombre de Puerto Carreño en 1922, en honor al entonces ministro de Gobierno, Pedro María Carreño.

## División Político-Administrativa
Además de su Cabecera municipal. Puerto Carreño tiene bajo su jurisdicción los siguientes Centros poblados:
- Aceitico
- Casuarito
- Garcitas
- Guaripa
- La Venturosa
- Morichada
- Puerto Murillo

#### Resguardos Indígenas
- Caño Bachaco, Caño Guaripa, Caño Hormiga, Caño Mesetas, Dagua y Guacamayas - Maipore.

## Ubicación
Puerto Carreño ocupa el punto más oriental del departamento del Vichada, en la confluencia de los ríos Orinoco y Meta, sobre la región de Los Llanos.

### Límites
Puerto Carreño (el municipio) está delimitada por los siguientes territorios
| Noroeste: Apure, Venezuela Estado Apure, Venezuela (Río Meta) | Norte: Apure, Venezuela Estado Apure, Venezuela (Río Meta) | Nordeste: Bolívar, Venezuela Estado Bolívar, Venezuela (Río Orinoco)             |
| Oeste: La Primavera Vichada Colombia                          |                                                            | Este: Amazonas, Venezuela Estado Amazonas, Venezuela (Río Orinoco)               |
| Suroeste: Cumaribo Vichada Colombia (Río Tomo)                | Sur: Cumaribo Vichada Colombia (Río Tomo)                  | Sureste: Amazonas, Venezuela Estado Amazonas, Venezuela (Río Orinoco y Río Tomo) |

## Historia
Los indígenas Achagua poblaban los llanos del Orinoco en la época precolombina en el territorio comprendido entre los ríos Casanare, Meta y Apure. Este grupo indígena tenía relaciones comerciales con los Caribes en el intercambio de productos agrícolas por armas.
En 1666 se erige la misión de San Joaquín de Atanari con los indígenas Achagua por el misionero jesuita Alonso de Neira en la margen sur del río Meta, cerca de su desembocadura en el Orinoco. El caserío es abandonado en 1669 por falta de provisiones causada por la presión de otros grupos indígenas de la zona, en especial de los Caribes.
Las misiones evangelizadoras continúan con la fundación de varios asentamientos en la zona a pesar de las repetidas incursiones de los indígenas Caribe. Se construyen varias misiones y fuertes como la misión de Santa Teresa de Jesús y la misión y el castillo de Carichana. Estos asentamientos facilitaron el control territorial y la acción evangelizadora hasta convertirse en haciendas agrícolas y ganaderas de autoabastecimiento. También es aprovechado en los siglos XVII y XVIII el comercio de contrabando de los ríos Meta y Orinoco para el abastecimiento de productos que eran conseguidos a un menor costo que los ofrecidos por los comercios oficiales de Santafé y Caracas.
Después del deterioro de la actividad ganadera y las empresas misioneras en el período de la Independencia, las actividades comerciales durante los siglos XIX y XX se centran en el caucho, la balata y las pieles.
Para comienzos del siglo XX, Puerto Carreño era un lugar de paso de viajeros que llevaban mercancías por los ríos o sacaban caucho del alto Orinoco.
Según el Decreto Comisarial 15 del 16 de julio de 1930, se fija definitivamente a Puerto Carreño como la capital de la comisaría especial del Vichada. Durante la década de los años 70 se inicia la realización de varias obras de infraestructura y creación de nuevas dependencias gubernamentales.
Mediante el Decreto 1594 del 5 de junio de 1974, Puerto Carreño pasa de ser corregimiento a municipio. El 4 de octubre de 1991, mediante el Decreto 2274, la comisaría del Vichada se erige como Departamento, ratificando a Puerto Carreño como su capital.

## Economía
Las actividades económicas de mayor importancia en el municipio son la ganadería, la pesca, la agricultura, la minería y la producción de energía renovable; en la ciudad de Puerto Carreño la más importante actividad económico es el hotelería y como un destinación turístico.
Los principales productos agrícolas son: arroz de sabana, algodón, yuca y plátano. Se destaca la pesca ornamental y la ganadería vacuna. Se explotan minas de oro y plata en forma rudimentaria.
El municipio se abastece de enseres y artículos de primera necesidad del interior del país, y en ocasiones de Puerto Páez, ciudad del estado venezolano de Apure, en la frontera con Colombia.

## Turismo
La región es un punto de encuentro de las rutas paisajísticas ecológicas y la historia natural del planeta. Puerto Carreño esta reconocida por su acceso al río Orinoco, la pesca deportiva, su aeropuerto y los proveedores de vacaciones sostenibles del aventura, consciencia, convención, ecológico, Indígena, fluvial y de senderismo en el municipio.

Ruta Nacional 40 (Turística) conecta a Puerto Carreño con Villavicencio y Bogotá.

La población ofrece sitios de interés turístico como Ribereña de Casuarito, donde se elaboran artículos y manufacturas en cuero, confecciones textiles y comidas típicas, contando con dos establecimientos comerciales registrados. La artesanía y producción agroforestaría Indígena son algunos de los recursos más apreciados y comercializados por los turistas internacionales. Puerto Carreño recientemente empezó a ser reconocido como fuente originaria por los reclamos de la propiedad intelectual indígena, como la cestería, plantas medicinales, derechos usufructos sobre los servicios de ecosistema y la sabiduría tradicional de la biodiversidad (invenciones Indígenas como el descubrimiento de cacao y el chocolate (silvestre) por el origen chamánico de los Piaroa durante la época de sus antepasados precolombino).

Desde COVID-19, hay planes en marcha para crear una imagen internacional para Puerto Carreño como el primer y último sitio que visitarán los turistas que llegan al departamento del Vichada. En marzo de 2023, un grupo de ciudadanos comenzó a formar el "Consejo Turístico de Puerto Carreño" en "La Red del Vichada" (vichada.net).

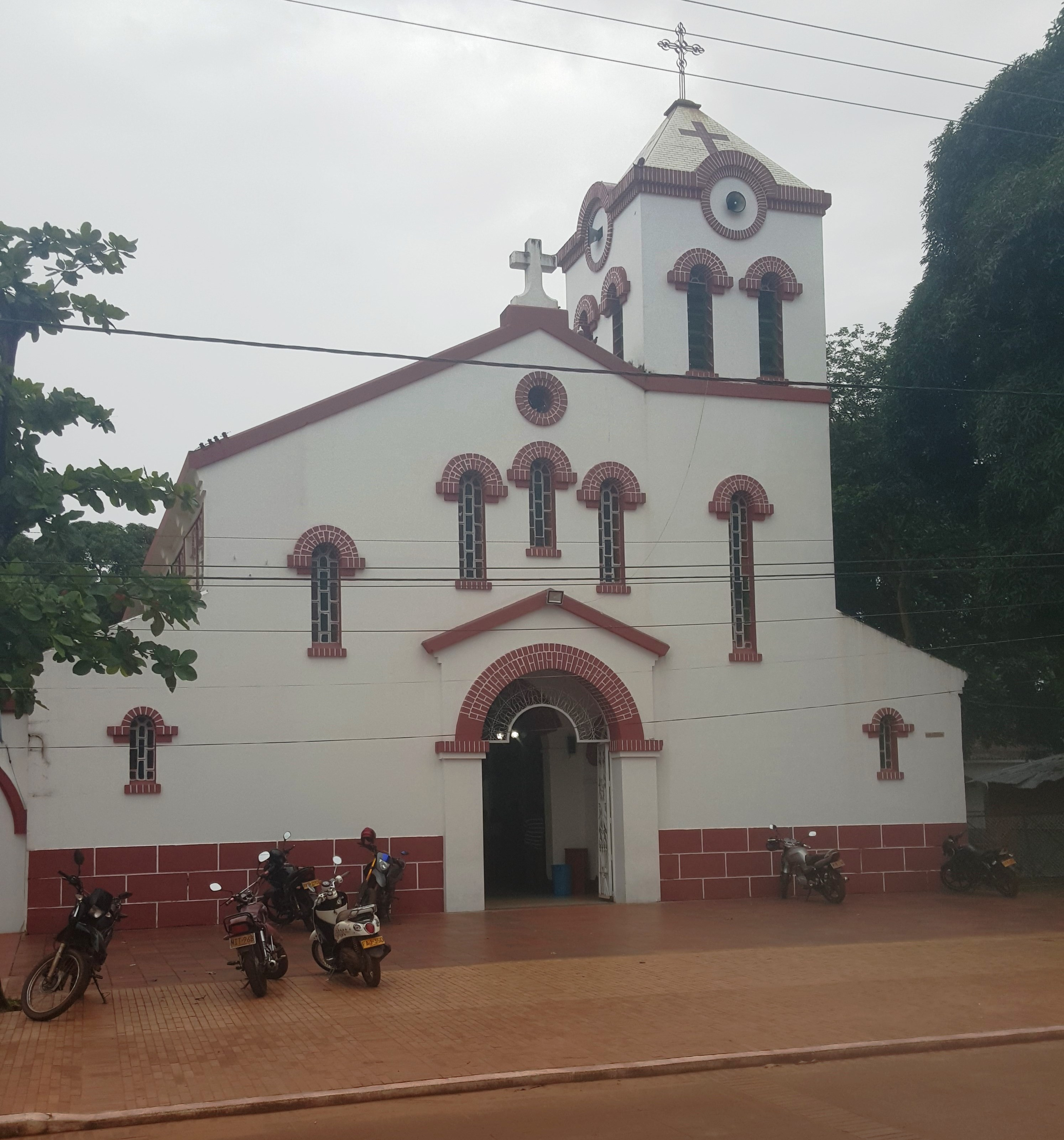
Iglesia de Puerto Carreño

## Servicios públicos
Puerto Carreño dispone de los servicios de acueducto, energía eléctrica, además de servicios de telefonía celular de todos los operadores del territorio nacional, telegrafía, correo nacional, tres bancos (BBVA, Banco de Bogotá y Bancolombia) y una sucursal del Banco Agrario; cuenta además con dos bibliotecas, una notaría, 3 emisoras de radio FM, un polideportivo y varias canchas múltiples.

## Medios de comunicación

### Televisión
Cuenta con varios canales de televisión de señal abierta, como en gran parte del territorio colombiano hay cinco canales nacionales: los 3 privados Caracol Televisión, Canal RCN y Canal 1, y los 2 públicos Canal Institucional y Señal Colombia. El canal regional Canal Trece transmite desde 1997. Las empresas de televisión por suscripción ofrecen canales propios, canales comunitarios, además de señales internacionales.

### Radio
En cuanto a radio, hay múltiples emisoras de AM y FM. Como en casi toda Colombia, la mayoría de las emisoras son manejadas por Caracol Radio, RCN Radio y RTVC.

## Demografía
Según el Departamento Administrativo Nacional de Estadística (DANE), para el año de 1999 la población proyectada en la cabecera municipal con base en el censo de 1993, es de 8066 habitantes. En el censo se encontró una población total de 7059 habitantes conformada por 5534 habitantes en la cabecera municipal y 1525 en el resto del municipio.
De acuerdo con los datos censados proyectados por el DANE, se realizó una proyección decreciente, con una tasa variable del 6.7 % al 3.2 % arrojando una proyección de 10 034 habitantes en la cabecera municipal para el año 2005. Según las proyecciones de población publicadas por el DANE la población de Puerto Carreño para 2020 es de más de 20 mil personas, de las cuales estima migración Colombia que hay alrededor de 3877+ de origen venezolano, es decir, alrededor del 19.1 %.
Normalmente gran parte de los habitantes son indígenas >30 % en la ciudad y >50 % en el municipio y departamento, pero también se pueden encontrar diversos grupos en la demografía, los más notables encontramos:
- Guahibo (Sikuani)
- Piaroa (Huottuja-De'aruhua)
- Panare (E'ñepá)
- Amorúa (Wipiwe)
- Mestizos
- Colonos (Colombianos no Indígena)
- Venezolanos (refugiados)
- Expatriados internacionales
- Afrocolombianos

Aunque la ciudad cuenta con una población de ascendencia indígena, la población de Puerto Carreño también cuenta con personas provenientes del interior de Colombia, las cuales encuentran oportunidades de trabajo, negocio o turismo. La ciudad de Puerto Carreño sirve como un punto de origen legal para mercancía producido por etnias Indígena desde varios comunidades de Venezuela por las cuencas fluviales del Río Orinoco. Una organización sin fin de lucro estadounidense, Globcal International identifique 13 diferente etnias que usan Puerto Carreño regularmente como su puerto comercial, fluvial y punto de origen en la Orinoquía; artesanía de los Yanomami llega más de 800 kilometers cada año.

## Clima
El clima tropical monzónico o subecuatorial es un subtipo de clima tropical dominado por el monzón, es decir, por la masa de aire tropical marítima, cálida y húmeda que procede de los bordes occidentales de los anticiclones subtropicales. Está clasificado como Am en el sistema de Köppen y se encuentra en la zona intertropical.
| Parámetros climáticos promedio de Puerto Carreño, Colombia | Parámetros climáticos promedio de Puerto Carreño, Colombia | Parámetros climáticos promedio de Puerto Carreño, Colombia | Parámetros climáticos promedio de Puerto Carreño, Colombia | Parámetros climáticos promedio de Puerto Carreño, Colombia | Parámetros climáticos promedio de Puerto Carreño, Colombia | Parámetros climáticos promedio de Puerto Carreño, Colombia | Parámetros climáticos promedio de Puerto Carreño, Colombia | Parámetros climáticos promedio de Puerto Carreño, Colombia | Parámetros climáticos promedio de Puerto Carreño, Colombia | Parámetros climáticos promedio de Puerto Carreño, Colombia | Parámetros climáticos promedio de Puerto Carreño, Colombia | Parámetros climáticos promedio de Puerto Carreño, Colombia | Parámetros climáticos promedio de Puerto Carreño, Colombia |
| Mes                                                        | Ene.                                                       | Feb.                                                       | Mar.                                                       | Abr.                                                       | May.                                                       | Jun.                                                       | Jul.                                                       | Ago.                                                       | Sep.                                                       | Oct.                                                       | Nov.                                                       | Dic.                                                       | Anual                                                      |
| ---------------------------------------------------------- | ---------------------------------------------------------- | ---------------------------------------------------------- | ---------------------------------------------------------- | ---------------------------------------------------------- | ---------------------------------------------------------- | ---------------------------------------------------------- | ---------------------------------------------------------- | ---------------------------------------------------------- | ---------------------------------------------------------- | ---------------------------------------------------------- | ---------------------------------------------------------- | ---------------------------------------------------------- | ---------------------------------------------------------- |
| Temp. máx. abs. (°C)                                       | 42.0                                                       | 42.8                                                       | 41.6                                                       | 42.0                                                       | 41.6                                                       | 42.6                                                       | 41.9                                                       | 42.1                                                       | 42.5                                                       | 42.3                                                       | 41.6                                                       | 42.0                                                       | 42.7                                                       |
| Temp. máx. media (°C)                                      | 37.7                                                       | 39.8                                                       | 38.1                                                       | 39.5                                                       | 42.4                                                       | 38.0                                                       | 39.6                                                       | 39.2                                                       | 40.2                                                       | 38.1                                                       | 39.4                                                       | 39.8                                                       | 39.3                                                       |
| Temp. media (°C)                                           | 29.1                                                       | 30.2                                                       | 30.7                                                       | 29.3                                                       | 27.6                                                       | 26.6                                                       | 26.3                                                       | 26.6                                                       | 27.1                                                       | 27.7                                                       | 28.2                                                       | 28.6                                                       | 28.2                                                       |
| Temp. mín. media (°C)                                      | 23.0                                                       | 23.7                                                       | 24.6                                                       | 24.7                                                       | 24.0                                                       | 23.3                                                       | 23.1                                                       | 23.3                                                       | 23.6                                                       | 23.8                                                       | 23.9                                                       | 23.3                                                       | 23.7                                                       |
| Temp. mín. abs. (°C)                                       | 18.5                                                       | 18.2                                                       | 20.1                                                       | 20.0                                                       | 20.0                                                       | 18.0                                                       | 18.8                                                       | 20.0                                                       | 19.5                                                       | 20.2                                                       | 20.0                                                       | 20.0                                                       | 18.0                                                       |
| Lluvias (mm)                                               | 9                                                          | 18                                                         | 38                                                         | 133                                                        | 270                                                        | 458                                                        | 459                                                        | 347                                                        | 195                                                        | 177                                                        | 100                                                        | 31                                                         | 2235                                                       |
| Días de lluvias (≥ )                                       | 2                                                          | 3                                                          | 5                                                          | 13                                                         | 20                                                         | 25                                                         | 25                                                         | 25                                                         | 20                                                         | 17                                                         | 10                                                         | 4                                                          | 169                                                        |
| Horas de sol                                               | 260                                                        | 232                                                        | 231                                                        | 173                                                        | 143                                                        | 119                                                        | 141                                                        | 146                                                        | 158                                                        | 195                                                        | 211                                                        | 243                                                        | 2252                                                       |
| Humedad relativa (%)                                       | 60                                                         | 56                                                         | 56                                                         | 66                                                         | 76                                                         | 80                                                         | 79                                                         | 78                                                         | 77                                                         | 75                                                         | 73                                                         | 67                                                         | 70.3                                                       |
| Fuente: Parámetros climáticos IDEAM 12 de agosto de 2018   |                                                            |                                                            |                                                            |                                                            |                                                            |                                                            |                                                            |                                                            |                                                            |                                                            |                                                            |                                                            |                                                            |

### Cambio climático
En 2018, el río Orinoco alcanzó niveles récord, lo que provocó inundaciones en Puerto Carreño. Las inundaciones afectaron a más de 100 000 personas y causaron daños por valor de millones de dólares. Las autoridades locales declararon el estado de emergencia y se desplegaron tropas del Ejército para ayudar a las personas afectadas. Las inundaciones también provocaron la muerte de al menos 10 personas.

## Estructura organizacional municipal
| Puerto Carreño | Puerto Carreño | Puerto Carreño             |
| Departamento   | Código DANE    | Categoría municipal (2023) |
| -------------- | -------------- | -------------------------- |
| Vichada        | 99001          | Sexta                      |

- Personería: Es un centro del Ministerio Público de Colombia que ejerce, vigila y hace control sobre la gestión de las alcaldías y entes descentralizados; velan por la promoción y protección de los derechos humanos; vigilan el debido proceso, la conservación del medio ambiente, el patrimonio público y la prestación eficiente de los servicios públicos, garantizando a la ciudadanía la defensa de sus derechos e intereses.

- Concejo Municipal: Es la suprema autoridad política del municipio. En materia administrativa sus atribuciones son de carácter normativo. También le corresponde vigilar y hacer control político a la administración municipal. Se regulan por los reglamentos internos de la corporación en el marco de la Constitución Política Colombiana (artículo 313) y las leyes, en especial la Ley 136 de 1994 y la Ley 1551 de 2012.

Constituido por 13 concejales por un periodo de 4 años.
- Alcaldía Municipal: En esta se encuentra la administración municipal y las entidades descentralizadas del municipio.

El alcalde se pronuncia mediante decretos y se desempeña como representante legal, judicial y extrajudicial del municipio. El actual alcalde municipal es Jaime Rodríguez Guzmán (2024-2027), elegido por voto popular.
- JAL.